# John Nicholson
John Nicholson, född 6 oktober 1941 i Auckland, död 19 september 2017 i Clarks Beach utanför Auckland, var en nyzeeländsk racerförare.

## Racingkarriär
Nicholson blev först känd som skicklig motortrimmare och började samarbeta med formel 1-stallet McLaren 1972 för att göra i ordning Ford Cosworth DFV-motorer för F1. Det samarbetet resulterade i VM-titlarna för Emerson Fittipaldi 1974 och James Hunt 1976. 
På sin fritid körde Nicholson själv racing och han vann den brittiska Formel Atlantic-titeln för Lyncar både 1973 och 1974. Han körde sedan två  formel 1-lopp i en Lyncar med en Ford Cosworth-motor men han tappade sedan intresset för bilar och började i stället köra powerboat racing för att få sina kickar.

## F1-karriär
| Säsong | Stall/Tillverkare | Poäng | Placering |
| ------ | ----------------- | ----- | --------- |
| 1974   | Lyncar-Ford       | 0     | –         |
| 1975   | Lyncar-Ford       | 0     | –         |